# Convocazioni per il campionato europeo maschile di calcio 1992
Elenco dei giocatori convocati da ciascuna Nazionale partecipante agli Europei di calcio 1992.

## Gruppo A

### Danimarca[1]
Allenatore:  Richard Møller-Nielsen
| N. | Pos. | Giocatore                | Data nascita (età) | Pres. | Squadra           |
| -- | ---- | ------------------------ | ------------------ | ----- | ----------------- |
| 1  | P    | Peter Schmeichel         | 18 novembre 1963   | 47    | Manchester Utd    |
| 2  | D    | John Sivebæk             | 25 ottobre 1961    | 77    | Monaco            |
| 3  | D    | Kent Nielsen             | 28 dicembre 1961   | 50    | Aarhus            |
| 4  | D    | Lars Olsen               | 2 febbraio 1961    | 57    | Trabzonspor       |
| 5  | C    | Henrik Andersen          | 7 maggio 1965      | 25    | Colonia           |
| 6  | D    | Kim Christofte           | 24 agosto 1960     | 11    | Brøndby           |
| 7  | C    | John Jensen              | 3 maggio 1965      | 43    | Brøndby           |
| 8  | C    | Johnny Mølby             | 4 febbraio 1969    | 14    | Vejle             |
| 9  | A    | Flemming Povlsen         | 3 dicembre 1966    | 45    | Borussia Dortmund |
| 10 | A    | Lars Elstrup             | 24 marzo 1963      | 23    | Odense            |
| 11 | A    | Brian Laudrup            | 22 febbraio 1969   | 25    | Bayern Monaco     |
| 12 | D    | Torben Piechnik          | 21 maggio 1963     | 4     | B 1903            |
| 13 | C    | Henrik Larsen            | 17 maggio 1966     | 18    | Lyngby            |
| 14 | A    | Torben Frank             | 16 giugno 1968     | 3     | Lyngby            |
| 15 | A    | Bent Christensen Arensøe | 4 gennaio 1967     | 16    | Schalke 04        |
| 16 | P    | Mogens Krogh             | 31 ottobre 1963    | 1     | Brøndby           |
| 17 | D    | Claus Christiansen       | 19 ottobre 1967    | 2     | Lyngby            |
| 18 | C    | Kim Vilfort              | 15 novembre 1962   | 42    | Brøndby           |
| 19 | C    | Peter Nielsen            | 3 marzo 1968       | 2     | Lyngby            |
| 20 | C    | Morten Bruun             | 28 giugno 1965     | 11    | Silkeborg         |

### Francia[2]
Allenatore:  Michel Platini
| N. | Pos. | Giocatore             | Data nascita (età) | Pres. | Squadra             |
| -- | ---- | --------------------- | ------------------ | ----- | ------------------- |
| 1  | P    | Bruno Martini         | 25 gennaio 1962    |       | Auxerre             |
| 2  | D    | Manuel Amoros         | 1º febbraio 1962   |       | Olympique Marsiglia |
| 3  | D    | Franck Silvestre      | 5 aprile 1967      |       | Sochaux             |
| 4  | C    | Emmanuel Petit        | 22 settembre 1970  |       | Monaco              |
| 5  | D    | Laurent Blanc         | 19 novembre 1965   |       | Napoli              |
| 6  | C    | Bernard Casoni        | 4 settembre 1961   |       | Olympique Marsiglia |
| 7  | C    | Didier Deschamps      | 15 ottobre 1968    |       | Olympique Marsiglia |
| 8  | C    | Franck Sauzée         | 28 ottobre 1965    |       | Olympique Marsiglia |
| 9  | A    | Jean-Pierre Papin     | 5 novembre 1963    |       | Olympique Marsiglia |
| 10 | C    | Luis Miguel Fernández | 2 ottobre 1959     |       | Cannes              |
| 11 | C    | Christian Perez       | 13 maggio 1963     |       | Paris Saint-Germain |
| 12 | A    | Christophe Cocard     | 23 novembre 1967   |       | Auxerre             |
| 13 | D    | Basile Boli           | 2 gennaio 1967     |       | Olympique Marsiglia |
| 14 | C    | Jean-Philippe Durand  | 11 novembre 1960   |       | Olympique Marsiglia |
| 15 | A    | Fabrice Divert        | 9 febbraio 1967    |       | Montpellier         |
| 16 | A    | Pascal Vahirua        | 9 marzo 1966       |       | Auxerre             |
| 17 | C    | Rémi Garde            | 3 aprile 1966      |       | Olympique Lione     |
| 18 | A    | Éric Cantona          | 24 maggio 1966     |       | Leeds Utd           |
| 19 | P    | Gilles Rousset        | 22 agosto 1963     |       | Olympique Lione     |
| 20 | D    | Jocelyn Angloma       | 7 agosto 1965      |       | Olympique Marsiglia |

### Inghilterra[3]
Allenatore:  Graham Taylor
| N. | Pos. | Giocatore         | Data nascita (età) | Pres. | Squadra             |
| -- | ---- | ----------------- | ------------------ | ----- | ------------------- |
| 1  | P    | Chris Woods       | 14 novembre 1959   | 31    | Sheffield Weds      |
| 2  | D    | Keith Curle       | 14 novembre 1963   | 2     | Manchester City     |
| 3  | D    | Stuart Pearce     | 24 aprile 1962     | 47    | Nottingham Forest   |
| 4  | D    | Martin Keown      | 24 luglio 1966     | 6     | Everton             |
| 5  | D    | Des Walker        | 26 novembre 1965   | 44    | Nottingham Forest   |
| 6  | D    | Mark Wright       | 1º agosto 1963     | 42    | Liverpool           |
| 7  | C    | David Platt       | 10 giugno 1966     | 29    | Bari                |
| 8  | C    | Trevor Steven     | 21 settembre 1963  | 34    | Olympique Marsiglia |
| 9  | A    | Nigel Clough      | 9 marzo 1966       | 7     | Nottingham Forest   |
| 10 | A    | Gary Lineker      | 30 novembre 1960   | 77    | Tottenham           |
| 11 | C    | Andy Sinton       | 19 marzo 1966      | 4     | QPR                 |
| 12 | C    | Carlton Palmer    | 5 dicembre 1965    | 4     | Sheffield Weds      |
| 13 | P    | Nigel Martyn      | 11 agosto 1966     | 2     | Crystal Palace      |
| 14 | D    | Tony Dorigo       | 31 dicembre 1965   | 10    | Leeds Utd           |
| 15 | C    | Neil Webb         | 30 luglio 1963     | 24    | Manchester Utd      |
| 16 | C    | Paul Merson       | 20 marzo 1968      | 5     | Arsenal             |
| 17 | A    | Alan Martin Smith | 21 novembre 1962   | 11    | Arsenal             |
| 18 | C    | Tony Daley        | 18 ottobre 1967    | 5     | Aston Villa         |
| 19 | C    | David Batty       | 2 dicembre 1968    | 8     | Leeds Utd           |
| 20 | A    | Alan Shearer      | 13 agosto 1970     | 2     | Southampton         |

### Svezia[4]
Allenatore:  Tommy Svensson
| N. | Pos. | Giocatore         | Data nascita (età) | Pres. | Squadra             |
| -- | ---- | ----------------- | ------------------ | ----- | ------------------- |
| 1  | P    | Thomas Ravelli    | 13 agosto 1959     |       | IFK Göteborg        |
| 2  | D    | Roland Nilsson    | 27 settembre 1963  |       | Sheffield Weds      |
| 3  | D    | Jan Eriksson      | 24 agosto 1967     |       | IFK Norrköping      |
| 4  | D    | Patrik Andersson  | 18 agosto 1971     |       | Malmö FF            |
| 5  | D    | Joachim Björklund | 15 marzo 1971      |       | Brann               |
| 6  | C    | Stefan Schwarz    | 18 aprile 1969     |       | Benfica             |
| 7  | C    | Klas Ingesson     | 20 agosto 1968     |       | Malines             |
| 8  | C    | Stefan Rehn       | 22 settembre 1966  |       | IFK Göteborg        |
| 9  | C    | Jonas Thern       | 20 aprile 1967     |       | Benfica             |
| 10 | C    | Anders Limpar     | 24 settembre 1965  |       | Arsenal             |
| 11 | A    | Tomas Brolin      | 29 novembre 1969   |       | Parma               |
| 12 | P    | Lars Eriksson     | 21 settembre 1965  |       | IFK Norrköping      |
| 13 | D    | Mikael Nilsson    | 28 settembre 1968  |       | IFK Göteborg        |
| 14 | D    | Magnus Erlingmark | 8 luglio 1968      |       | Örebro              |
| 15 | C    | Jan Jansson       | 26 gennaio 1968    |       | Öster               |
| 16 | A    | Kennet Andersson  | 6 ottobre 1967     |       | Malines             |
| 17 | A    | Martin Dahlin     | 16 aprile 1968     |       | Borussia M'gladbach |
| 18 | D    | Roger Ljung       | 8 gennaio 1966     |       | Admira/Wacker       |
| 19 | C    | Joakim Nilsson    | 31 marzo 1966      |       | Sporting Gijón      |
| 20 | A    | Johnny Ekström    | 6 marzo 1965       |       | IFK Göteborg        |

## Gruppo B

### CSI[5]
Allenatore:  Anatoli Byshovets
| N. | Pos. | Giocatore             | Data nascita (età) | Pres. | Squadra        |
| -- | ---- | --------------------- | ------------------ | ----- | -------------- |
| 1  | P    | Dmitri Kharine        | 16 agosto 1968     | 12    | CSKA Mosca     |
| 2  | D    | Andrei Chernyshov     | 7 gennaio 1968     | 23    | Spartak Mosca  |
| 3  | D    | Kakhaber Tskhadadze   | 7 settembre 1968   | 5     | Spartak Mosca  |
| 4  | D    | Akhrik Tsveiba        | 10 settembre 1966  | 22    | Dinamo Kiev    |
| 5  | D    | Oleg Kuznetsov        | 28 agosto 1965     | 60    | Rangers        |
| 6  | C    | Igor Shalimov         | 2 febbraio 1969    | 23    | Foggia         |
| 7  | C    | Alexei Mikhailichenko | 30 marzo 1963      | 38    | Rangers        |
| 8  | C    | Andrei Kanchelskis    | 23 gennaio 1969    | 20    | Manchester Utd |
| 9  | C    | Sergei Aleinikov      | 7 novembre 1961    | 75    | Lecce          |
| 10 | C    | Igor' Dobrovol'skij   | 28 luglio 1967     | 26    | Servette       |
| 11 | A    | Sergej Juran          | 11 giugno 1969     | 13    | Benfica        |
| 12 | P    | Stanislav Cherchesov  | 2 settembre 1963   | 10    | Spartak Mosca  |
| 13 | A    | Sergei Kiriakov       | 1º gennaio 1970    | 8     | Dinamo Mosca   |
| 14 | A    | Vladimir Liuty        | 20 aprile 1962     | 5     | Duisburg       |
| 15 | A    | Igor' Kolyvanov       | 6 marzo 1968       | 22    | Foggia         |
| 16 | C    | Dmitri Kuznetsov      | 28 agosto 1965     | 17    | Espanyol       |
| 17 | A    | Igor Korneev          | 4 settembre 1967   | 5     | Espanyol       |
| 18 | D    | Viktor Onopko         | 14 ottobre 1969    | 1     | Spartak Mosca  |
| 19 | C    | Igor Lediakhov        | 22 maggio 1968     | 7     | Spartak Mosca  |
| 20 | D    | Andrei Ivanov         | 6 aprile 1967      | 3     | Spartak Mosca  |

### Germania[6]
Allenatore:  Berti Vogts
| N. | Pos. | Giocatore         | Data nascita (età) | Pres. | Squadra               |
| -- | ---- | ----------------- | ------------------ | ----- | --------------------- |
| 1  | P    | Bodo Illgner      | 7 aprile 1967      |       | Colonia               |
| 2  | D    | Stefan Reuter     | 16 ottobre 1966    |       | Juventus              |
| 3  | D    | Andreas Brehme    | 9 novembre 1960    |       | Inter                 |
| 4  | D    | Jürgen Kohler     | 6 ottobre 1965     |       | Juventus              |
| 5  | D    | Manfred Binz      | 22 settembre 1965  |       | Eintracht Francoforte |
| 6  | D    | Guido Buchwald    | 24 gennaio 1961    |       | Stoccarda             |
| 7  | C    | Andreas Möller    | 2 settembre 1967   |       | Eintracht Francoforte |
| 8  | C    | Thomas Häßler     | 30 maggio 1966     |       | Roma                  |
| 9  | A    | Rudi Völler       | 13 aprile 1960     |       | Roma                  |
| 10 | C    | Thomas Doll       | 9 aprile 1966      |       | Lazio                 |
| 11 | A    | Karlheinz Riedle  | 16 settembre 1965  |       | Lazio                 |
| 12 | P    | Andreas Köpke     | 12 marzo 1962      |       | Norimberga            |
| 13 | A    | Andreas Thom      | 7 settembre 1965   |       | Bayer Leverkusen      |
| 14 | D    | Thomas Helmer     | 21 aprile 1965     |       | Borussia Dortmund     |
| 15 | D    | Michael Frontzeck | 26 marzo 1964      |       | Stoccarda             |
| 16 | C    | Matthias Sammer   | 5 settembre 1967   |       | Stoccarda             |
| 17 | C    | Stefan Effenberg  | 2 agosto 1968      |       | Bayern Monaco         |
| 18 | A    | Jürgen Klinsmann  | 30 luglio 1964     |       | Inter                 |
| 19 | D    | Michael Schulz    | 3 settembre 1961   |       | Borussia Dortmund     |
| 20 | D    | Christian Wörns   | 10 maggio 1972     |       | Bayer Leverkusen      |

### Paesi Bassi[7]
Allenatore:  Rinus Michels
| N. | Pos. | Giocatore          | Data nascita (età) | Pres. | Squadra       |
| -- | ---- | ------------------ | ------------------ | ----- | ------------- |
| 1  | P    | Hans van Breukelen | 4 ottobre 1956     |       | PSV           |
| 2  | D    | Berry van Aerle    | 8 dicembre 1962    |       | PSV           |
| 3  | D    | Adri van Tiggelen  | 16 giugno 1957     |       | PSV           |
| 4  | D    | Ronald Koeman      | 21 marzo 1963      |       | Barcellona    |
| 5  | D    | Danny Blind        | 1º agosto 1961     |       | Ajax          |
| 6  | C    | Jan Wouters        | 17 luglio 1960     |       | Bayern Monaco |
| 7  | A    | Dennis Bergkamp    | 18 maggio 1969     |       | Ajax          |
| 8  | C    | Frank Rijkaard     | 30 settembre 1962  |       | Milan         |
| 9  | A    | Marco van Basten   | 31 ottobre 1964    |       | Milan         |
| 10 | C    | Ruud Gullit        | 1º settembre 1962  |       | Milan         |
| 11 | C    | John van 't Schip  | 30 dicembre 1963   |       | Ajax          |
| 12 | A    | Wim Kieft          | 12 novembre 1962   |       | PSV           |
| 13 | P    | Stanley Menzo      | 15 ottobre 1963    |       | Ajax          |
| 14 | C    | Rob Witschge       | 22 agosto 1966     |       | Feyenoord     |
| 15 | C    | Aron Winter        | 1º marzo 1967      |       | Ajax          |
| 16 | C    | Peter Bosz         | 21 novembre 1963   |       | Feyenoord     |
| 17 | D    | Frank de Boer      | 15 maggio 1970     |       | Ajax          |
| 18 | C    | Wim Jonk           | 12 dicembre 1966   |       | Ajax          |
| 19 | A    | Eric Viscaal       | 20 marzo 1968      |       | Gent          |
| 20 | A    | Bryan Roy          | 12 febbraio 1970   |       | Ajax          |

### Scozia[8]
Allenatore:  Andy Roxburgh
| N. | Pos. | Giocatore        | Data nascita (età) | Pres. | Squadra        |
| -- | ---- | ---------------- | ------------------ | ----- | -------------- |
| 1  | P    | Andy Goram       | 13 aprile 1964     |       | Rangers        |
| 2  | D    | Richard Gough    | 5 aprile 1962      |       | Rangers        |
| 3  | C    | Paul McStay      | 22 ottobre 1964    |       | Celtic         |
| 4  | D    | Maurice Malpas   | 3 agosto 1962      |       | Dundee Utd     |
| 5  | A    | Ally McCoist     | 24 settembre 1962  |       | Rangers        |
| 6  | C    | Brian McClair    | 8 dicembre 1963    |       | Manchester Utd |
| 7  | C    | Gordon Durie     | 6 dicembre 1965    |       | Tottenham      |
| 8  | D    | David McPherson  | 28 gennaio 1964    |       | Hearts         |
| 9  | D    | Stewart McKimmie | 27 giugno 1962     |       | Aberdeen       |
| 10 | C    | Stuart McCall    | 10 giugno 1964     |       | Rangers        |
| 11 | C    | Gary McAllister  | 25 dicembre 1964   |       | Leeds Utd      |
| 12 | P    | Henry Smith      | 10 marzo 1953      |       | Hearts         |
| 13 | C    | Pat Nevin        | 6 settembre 1963   |       | Everton        |
| 14 | A    | Kevin Gallacher  | 23 novembre 1966   |       | Coventry City  |
| 15 | D    | Tom Boyd         | 24 novembre 1965   |       | Celtic         |
| 16 | C    | James McInally   | 19 febbraio 1964   |       | Dundee Utd     |
| 17 | D    | Derek Whyte      | 31 agosto 1968     |       | Celtic         |
| 18 | C    | Dave Bowman      | 10 marzo 1964      |       | Dundee Utd     |
| 19 | D    | Alan McLaren     | 4 gennaio 1971     |       | Hearts         |
| 20 | A    | Duncan Ferguson  | 27 dicembre 1971   |       | Dundee Utd     |